# 5032 Конрадгірш
5032 Конрадгірш (5032 Conradhirsh) — астероїд головного поясу, відкритий 18 липня 1990 року.
Тіссеранів параметр щодо Юпітера — 3,218.